# Grotte du Figuier (Marseille)
Pour les articles homonymes, voir Grotte du Figuier.
La grotte du Figuier est une grotte située à Marseille, au nord-ouest du Cap Morgiou et à quelques centaines de mètres de la grotte de la Triperie

## Patrimoine
Avec d'autres cavités sensibles de ce même secteur du massif des calanques, dont la grotte de la Triperie et la grotte Cosquer, elle fait l’objet d’un classement au titre des monuments historiques depuis le 2 septembre 1992.